# Grahnska huset
Grahnska huset är en byggnad som uppförd 1889-1891 för apotekaren Peter Grahn. Byggnaden, som går i nederländsk renässansstil, ritades av Carl Fredrik Malm (planritning) och Gustaf Hermansson (gavlar, hörntorn).